# Al-Dali'
Al-Ḍāliʿ (in arabo الضالع‎?) è una città dello Yemen, capitale dell'omonimo governatorato nel sud est del Paese. Si trova a circa 1.500 metri di altezza. La città è stata la capitale dello Sceiccato di Muflahi.